# Gutolf von Heiligenkreuz
Gutolf von Heiligenkreuz (13. Jahrhundert/14. Jahrhundert) war ein gelehrter Abt des Zisterzienserordens. 

## Leben
Gutolf von Heiligenkreuz war Konventuale des Zisterzienserklosters Heiligenkreuz und Beichtvater der Zisterzienserinnen von Sankt Nikolaus in Wien. Er ist für Heiligenkreuz 1265, 1267, 1284 und 1285 urkundlich belegt. 1285 wurde er Abt des Klosters Marienberg im heutigen Burgenland, musste aber 1289 zurücktreten. Möglicherweise war er einige Zeit in der Zisterze Welehrad in Ostmähren. 1293 besuchte er das Grab der Reklusin Wilbirg in Sankt Florian, danach kehrte er nach Heiligenkreuz zurück. Gutolf wird in der „Vita Wilbirgis“ erwähnt. 
Seine Ausbildung erhielt er möglicherweise in der Klosterschule von Sankt Florian. Er selbst erwähnt Reisen nach Deutschland, Italien und Frankreich. Es gibt allerdings keinen Beweis dafür, dass er eine Universität besucht hat. Trotzdem lag Gutolfs Bildung weit über dem Durchschnitt. Er hatte vor allem im Bereich des Triviums hervorragende Kenntnisse und verfasste Schriften über lateinische Grammatik und Jurisprudenz sowie hagiographische und historiographische Werke.

## Literarische Tätigkeit

### Grammatik
Die meisten von Gutolfs Werken sind nur in wenigen Handschriften überliefert. Sein am weitesten verbreitetes Werk ist eine lateinische Grammatik, die unter verschiedenen Titeln bekannt war: Deflorationes ex diversi grammaticorum summis, Summa grammatica oder Regule gramatice. Geschrieben wurde sie ursprünglich für die Zisterzienserinnen von Sankt Nikolaus in Wien, sie fand aber überregionale Verbreitung. Gutolf geht von einer geringen Begabung der Nonnen aus und versucht, alles möglichst einfach darzustellen. Das Werk ist auf den praktischen Schulgebrauch ausgerichtet, theoretische Abhandlungen fehlen. Nach einer Einleitung über die Septem artes und speziell über die Grammatik behandelt er die sprachlichen Einheiten, die Wortarten, Syntax, Figuren und Tropen. Am Ende geht er noch auf Metrik und Versmaß ein. Die Beispiele nimmt er zum Teil aus der üblichen Schullektüre, zum Teil stützt er sich auf seine eigene Kenntnis der Auctores, der Bibel, der Kirchenväter, Ordensgründer und mittelalterlichen Autoren. Als Vorbilder für sein Werk dienten ihm Priscian, Donatus, Aimericus, Petrus Helie und Alexander de Villa Dei. Anderes hat er sich sicher selbst ausgedacht, so, wenn er die Kasus „ad Austriam, de Austria, in Austria“ erörtert. Als Beispiel für eine zweideutige Formulierung bringt er den Satz: audio Australes vicisse Ungarios. Hier ist unklar, ob die Österreicher die Ungarn besiegt haben, oder umgekehrt. Anderswo verwendete er den Beispielsatz: populus Wiennensis, id est, populus Wienne. Im Anhang bietet Gutolf ein Vokabular mit seltenen grammatikalischen Ausdrücken, das sich zu einem Reallexikon entwickelt. Häufig gibt er auch deutsche Erklärungen. Er berücksichtigt naturwissenschaftliche Gegenstände, aber auch alltägliche Dinge wie Küche und Kinderspiele. Zwei Kapitel seiner Grammatik verarbeitete Gutolf zu einem Lehrgedicht (Opus de cognoscendi accentibus). Vielleicht war es für die Schüler der Heiligenkreuzer Klosterschule gedacht, jedenfalls wird der Leser fünfmal als puer angesprochen.

### Stillehre
Ebenfalls für den Unterricht diente Gutolfs Summa prosayci dictaminis. Diese soll als Beispiel für ein Werk der ars dictandi dienen. Die Summa prosayci dictaminis zerfällt in drei selbständige Teile. Der erste Teil (Incipit summa dictaminis prosayci) beginnt mit Einführungen in den Briefstil, die Metrik und den Rhythmus der Prosa. Anschließend werden die fünf Teile des Briefes nach den Rationes dictandi des Alberich von Montecassino behandelt: Salutatio, Captatio benevolentie, Narratio, Petitio, Conclusio. Den Abschluss bildet ein Beispiel zur Abfassung eines Briefes. Der zweite Teil (De priuilegiis componendis) definiert den Begriff Privilegium, liefert eine praktische Anleitung für das Verfassen einer Urkunde und behandelt verschiedene Arten von Urkunden. Der dritte Teil (De dictandis priuilegiis summa) beschäftigt sich zuerst mit der Etymologie der Wörter prosaycum dictamen und epistola, dann werden noch einmal die fünf Teile des Briefes genannt und schließlich die Salutatio ausführlich behandelt. Für die ersten beiden Teile konnte nachgewiesen werden, dass sich Gutolf auf verschiedene Vorlagen stützte, die er teils wörtlich, teils sinngemäß wiedergab.

### Religiöse, theologische und kirchenrechtliche Schriften
Gutolf war auch als Prediger und Redner bekannt und schrieb Lehrgedichte in für seine Zeit tadellosen Hexametern. In der Translacio sancte Deliciane beschrieb er die Überführung der Reliquien einer der 11.000 Jungfrauen von Prag nach Wien. Darin enthalten ist ein Loblied auf Wien.
Gutolf ist der Verfasser einer Vita S. Bernardi (herausgegeben von Theophil Heimb), welche er häufig in der Grammatik zitiert, und eines Tractatus de ordine iudiciario, dieser stellt eine Einführung in das römisch-kanonische Prozessverfahren dar. Weitere Werke sind eine Vita der heiligen Agnes (Dyalogus Agnetis) und eine Predigt auf die heilige Scholastika (Sermo de S. Scolastica).

### Geschichtsschreibung
Weiter verfasste Gutolf die Historia annorum 1264-1279. Äußerlich betrachtet handelt es sich um ein Annalenwerk, weil es nach Jahren geordnet ist. In Wirklichkeit ist es eine in sich geschlossene Schrift, in welcher Gutolf die letzten Jahre König Ottokars II. und dessen Ende behandelt. Er will zeigen, dass die Fehlschläge und der Tod Ottokars durch eine Kometenerscheinung im Jahr 1264 angekündigt worden waren. Gutolf stand auf der Seite Ottokars und hatte keine sehr hohe Meinung von Rudolf von Habsburg.

### Gutolf-Briefe?
Gabriel Silagi stellte die These zur Diskussion, dass die Epistolae duorum amantiu, die Ewald Könsgen 1974 edierte und die bisher in einem Zusammenhang mit Abelard und Heloise gesehen werden, von Gutolf stammen. In diesem Fall, so Silagi, hätte Gudolf auch die Briefe der Partnerin verfasst. Er schlägt deshalb die Bezeichnung „Gutolf-Briefe“ vor.